# Куантро

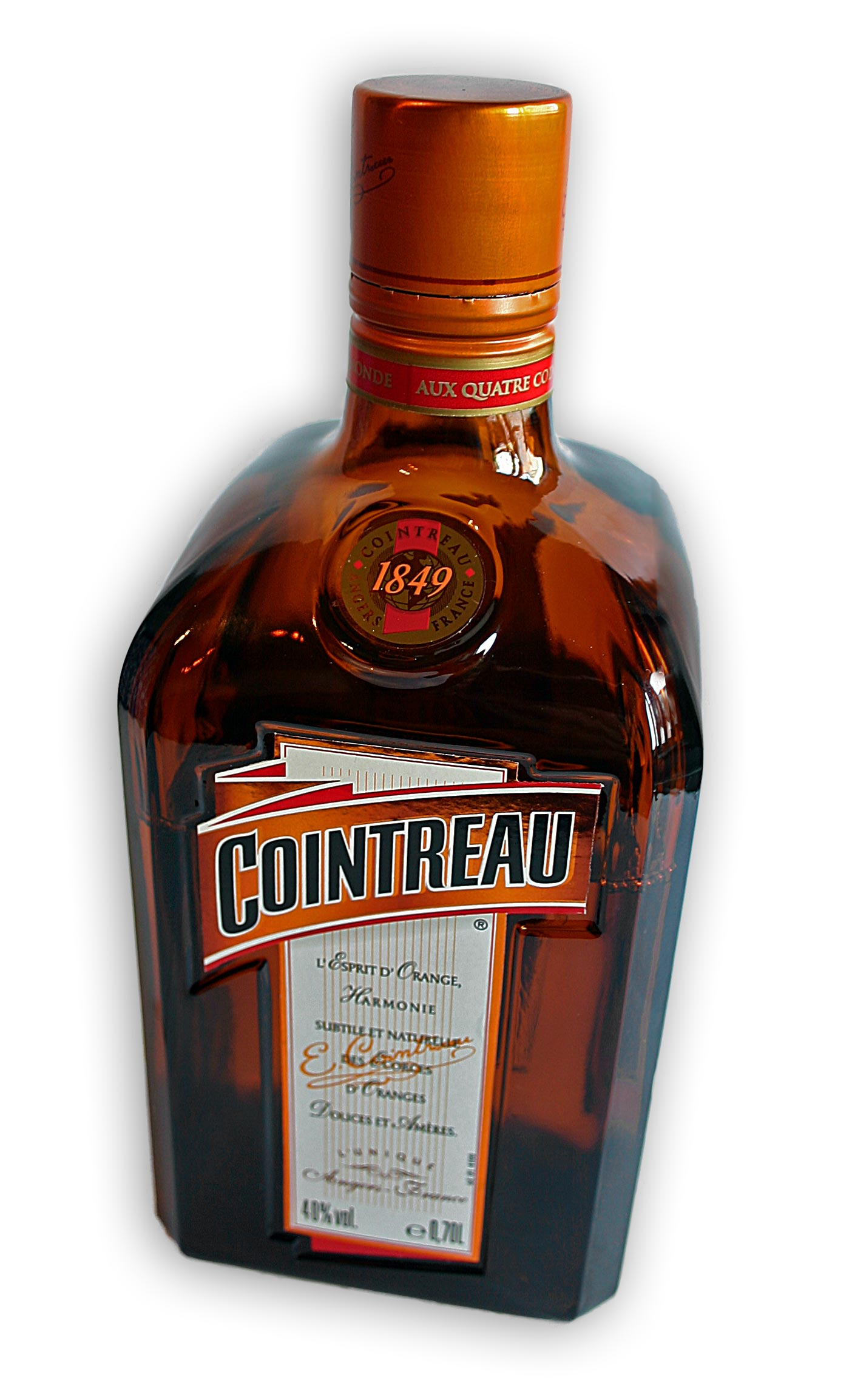

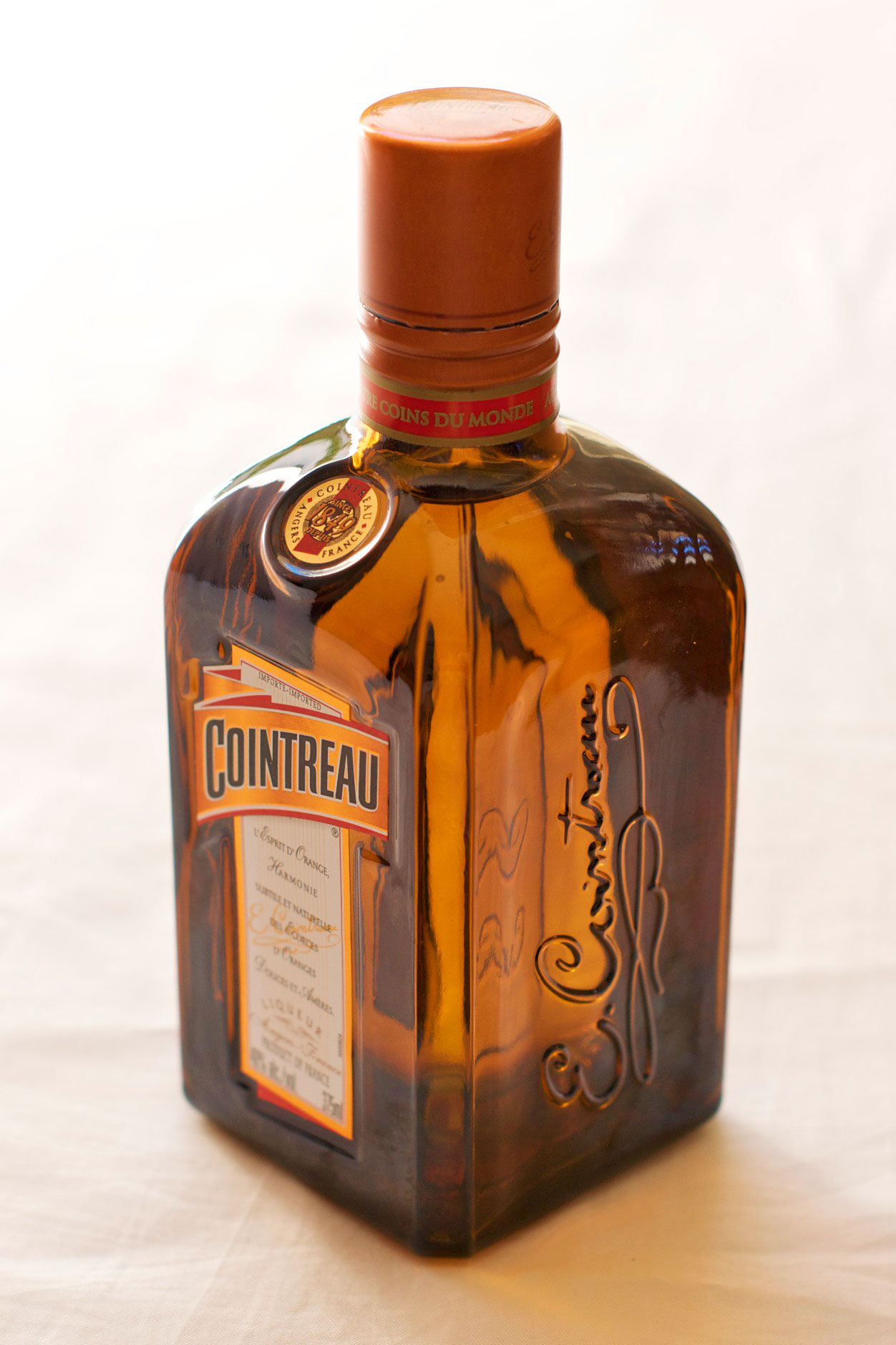
Лікер із 45% вмістом спирту

Куантро́ (фр. Cointreau) — французький тріпл-сек лікер з апельсинів і лимонів, важливий компонент багатьох напоїв, приготованих в міксері (коктейлів). Також використовують для ароматизації фруктових салатів.

## Смак
Смак спочатку м'який, потім пекучий і згодом — це поєднання смакових ароматів гірких і солодких апельсинів. Сила цього унікального напою полягає в тонкій гармонії гіркого і солодкого апельсина. Спочатку це аромат апельсина, потім холодок льоду, і, нарешті, міць алкоголю. Супроводжується м'яким, теплим відчуттям і затримується з присмаком гіркого і солодкого апельсинів. Куантро має більш солодкий смак, ніж білий лікер Кюрасао (Curacao) і Трипл-сек (Triple Sec).
- Вміст спирту: 40%, рідше 45%
- Аромат: квітково-фруктовий
- Колір: прозорий

## Технологія
Лікер переганяється з стиглих зелених помаранчів (гірких апельсинів) і апельсинів. Він містить 40 об'ємних відсотків спирту. Його п'ють в чистому вигляді або з льодом. Крім того, Куантро використовують для приготування коктейлів і для ароматизації випічки і солодких страв.
У наші дні рецептура створення знаменитого лікеру нітрохи не змінилася. На завод в Анже надходить висушена цедра апельсинів: гірких — з Антильських островів, солодких — з Бразилії, Іспанії і Південної Франції. Гіркі апельсини збирають ще незрілими, коли їх шкірка має найвищий вміст  ефірних олій. Цедру знімають вручну, відділяючи білу внутрішню частину, і висушують її на сонці (деякі солодкі сорти апельсинів з Іспанії і Бразилії використовують у свіжому вигляді). Цедру протягом декількох днів витримують у нейтральному спирті. Отриманий настій двічі дистилюється в старовинних мідних перегінних кубах. Після цього смак дистиляту за допомогою джерельної води і цукрового сиропу доводиться до стандартів Куантро. Процес мацерації (суміш спирту та води на апельсиновій цедрі) роблять для того, щоб отримати максимальну кількість ефірних олій, потрібних для створення унікального аромату і смаку Куантро. Потім здійснюють подвійну дистиляцію і блендінг (процес додавання спирту, цукру та води, для закріплення напою), перевіряють щільність лікеру, вміст алкоголю, прозорість лікеру і його здатність набувати опаловий відтінок при зіткненні з льодом. Адже якщо лікер Куантро налити в келих з льодом, він через деякий час змінює кришталеву прозорість на опаловий колір і стає матовим, що говорить про високий вміст в лікері Куантро натуральних ефірних олій.
Технологія, на перший погляд, дуже проста, але її секрет полягає в точному дотриманні всіх пропорцій, і це таємне знання дбайливо зберігають власники бренду.

## Історія
Історія відомого лікеру Куантро триває ось уже понад 150 років, саме протягом цього періоду чотири покоління родини Куантро тримають фірмову компанію. Перша винокурня в Анже на березі річки Мен була заснована в 1849 році, для виготовлення міцних алкогольних напоїв з місцевих фруктів. Заснували її визнані майстри-кондитери Адольф і Едуард-Жан Куантро (Adolphe und Edouard-Jean Cointreau). Брати Адольф і Едуард-Жан Куантро створювали безліч рецептів лікерів, у тому числі і традиційний для того часу білий Кюрасао. У тому ж 1849 році у Едуарда-Жана народився син Едуард. Вже в 25 років заповзятливий хлопець активно цікавиться справами сімейної фірми. В 1875 році, син Едуард-Жана — Едуард, придумав світлий лікер із суміші гірких і солодких апельсинових кірок, смак якого був унікальний для того періоду. Разом з напоєм була створена проста прямокутна пляшка бурштинового кольору, що до цього дня є фірмовим розпізнавальним знаком оригінального лікеру Cointreau. Треба сказати, що конкуренція на ринку лікерів в ті роки була дуже жорсткою. У цій галузі практично безроздільно панували голландці, що випускали дуже солодкі лікери з вмістом алкоголю 20%. Голландська продукція розливалась у характерні пляшки білого кольору, які старанно копіювали інші виробники.
Едуард Куантро створив не тільки абсолютно новий вигляд лікеру Cointreau, а й виглядав при входженні на світовий ринок дуже грамотним менеджером. Вже в 1885 році Едуард отримав патент не тільки на назву лікеру, але і на його зовнішній вигляд (пляшку й етикетку). На ті часи такий підхід до прав власності був по-справжньому новаторським. Правда, міра ця була радше вимушеною. За перші десять років існування бренду Cointreau Едуард зібрав значну колекцію підробок під своє творіння. Реєстрація «згідно з усіма правилами» допомогла зупинити цей потік.
Через кілька років після виходу нового лікеру на Світову Ярмарку 1878 року, де Едуард посів перше місце, послідувала ціла серія нагород. Незабаром з'явився і зареєстрований фірмовий знак, створений в 1898 році знаменитим художником Ніколасом Тамаго (Nicolas Tamago).
Значних успіхів досяг бренд на початку XX століття, коли лікер отримав широке поширення в Канаді, США та Латинській Америці. Після смерті Едуарда, його сини — Луїс і Андре Куантро, очолили сімейний бізнес, саме вони ввели таке модне тепер поняття, як «світовий бренд». Такий термін красувався на більшості плакатів під час всесвітньої експансії Куантро. У 1989 році відбулося злиття компанії Cointreau з виробником відомого елітного коньяку Remy Martin. Новостворена компанія — Ремі Куантро (Remy Cointreau) існує і зараз, і є одним з основних гравців на Паризькій фондовій біржі у сегменті дорогих виробників спиртних напоїв.

## Успіх бренду
Досить швидко розібравшись у ринковій кон'юнктурі, Едуард Куантро зрозумів, що для успіху в цьому бізнесі необхідні кардинальні зміни. Для початку він вирушив на острів Кюрасо, звідки незабаром на сімейний завод почала надходити цедра найкращих у світі гірких помаранчів. Їх не надмірно солодкий смак з пікантною терпкістю було покладено і в основу композиції нового лікеру Куантро, до якої також входили солодкі апельсини з Бразилії та Іспанії. Крім того, оновлений продукт став значно міцнішим за голландські лікери. Довершив «ребрендинг» принципово новий дизайн масивної пляшки з темно-коричневого скла. Успіх продукту, випущеного на ринок в 1875 році, був настільки великий, що Едуард Куантро вирішив перейменувати його. Так білий Кюрасао сім'ї Куантро став Cointreau.
У 1898 році, незабаром після дебютного показу фільму братів Люм'єр, на замовлення Cointreau було знято перший у світі рекламний ролик, де з'явився новий образ П'єро, створений в цьому ж році італійським художником Ніколасом Тома і став символом Cointreau на довгі роки. Після показу в кіно, П'єро з квадратною пляшкою лікеру можна було бачити скрізь: на плакатах, листівках, рекламних щитах, у газетах і виконаного у вигляді статуеток.

## Цікаві факти
- Куантро потрібний для приготування знаменитого коктейлю Маргарита, який придумали в готелі «Акапулько» в 1948 році. Оскільки Куантро стає матовим на льоду, він надавав коктейлю правильний рівень прозорості[3].
- У 1960 секретний агент Джеймс Бонд використав образ Куантро в гучній рекламі. З цього часу лікер позиціонували як звичний напій заможних людей.